# Султанов, Азаль Джафар оглы
Азаль Джафар оглы Султанов (Азаль Джафарович Султанов; Əzəl Cəfər oğlu Sultanov;12 [25] декабря 1905, Нуха, Кавказское наместничество — июль 1990, Баку) — советский геолог-литолог, доктор геолого-минералогических наук, профессор, академик АН Азербайджана (1959).

## Биография
Родился 12 (25) декабря 1905 года в городе Шеки, Шекинский уезд, Елизаветпольская губерния, Российская империя.
В 1930 году окончил Азербайджанский политехнический институт по специальности инженер-геолог.
В 1934 году был назначен начальником Геологического бюро Азербайджана (Азгеолбюро).
В 1935 году и принят в аспирантуру Московского нефтяного института.
В 1939 году защитил кандидатскую диссертацию на тему «Литология сланцевых месторождений Нафталана», а в 1944 году — докторскую диссертацию на тему «Литология продуктивной толщи Азербайджана». Образование сланцев он связывал с усилением интенсивности глубинных движений.
В 1945—1948 и 1958—1970 годах был директором Института геологии АН АзССР (ныне Институт геологии и геофизики).
В 1949 году утверждён в звании профессор.
В 1952—1956 годах — проректор по науке Азербайджанского государственного университета и заведующий кафедрой «Петрография осадочных пород».
В 1954—1955 годах — председатель Совета по изучению производительных сил при Президиуме АН Азербайджанской ССР.
Занимался исследованиями литофациального состава осадочных и вулканогенно-осадочных пород, а также отложений разного возраста от палеозоя до антропогена, проводил исследования по их корреляции, формированию, определял их фациальные и палеогеографические условия. Впервые установил основные фациально-циклические закономерности формирования нефтегазоносного пласта Азербайджана.
Скончался в Баку в июле 1990 года[уточнить].

## Семья
- Старший брат — Ахадхан Султанов Джафар бек оглы — один из руководителей Шекинского восстания 1930 года.

## Награды и премии
- Орден Почета Верховного Совета Азербайджанской ССР
- Орден Трудового Красного Знамени
- медали[уточнить]

## Членство в организациях
Академия Наук Азербайджана:
- 1958 — член-корреспондент АН АзССР
- 1959 году — действительный член АН АзССР[3].

## Память
27 декабря 2005 года в Институте геологии Национальной академии наук Азербайджана состоялось мероприятие, посвященное 100-летию со дня его рождения.